# 구시마시
구시마시(일본어: 串間市)는 일본 미야자키현 최남단에 있는 시이다.

## 인구
| 연도                          | 인구   | ±%     |
| ----------------------------- | ------ | ------ |
| 1920                          | 26,319 | —      |
| 1925                          | 26,702 | +1.5%  |
| 1930                          | 28,491 | +6.7%  |
| 1935                          | 29,782 | +4.5%  |
| 1940                          | 30,353 | +1.9%  |
| 1945                          | 40,730 | +34.2% |
| 1950                          | 41,648 | +2.3%  |
| 1955                          | 42,305 | +1.6%  |
| 1960                          | 41,143 | −2.7%  |
| 1965                          | 36,425 | −11.5% |
| 1970                          | 31,734 | −12.9% |
| 1975                          | 30,038 | −5.3%  |
| 1980                          | 29,420 | −2.1%  |
| 1985                          | 28,328 | −3.7%  |
| 1990                          | 26,734 | −5.6%  |
| 1995                          | 25,243 | −5.6%  |
| 2000                          | 23,647 | −6.3%  |
| 2005                          | 22,118 | −6.5%  |
| 2010                          | 20,457 | −7.5%  |
| 2015                          | 18,779 | −8.2%  |
| 2020                          | 16,822 | −10.4% |
| Kushima population statistics |        |        |

## 지리
미야자키현의 최남단으로 현청 소재지인 미야자키시에서 남서쪽으로 약 70km 떨어진 곳에 있다. 동부는 휴가나다, 남부는 시부시만과 접한다. 해안가는 니치난 해안 국립공원으로 지정되어 있고 고지마섬·도이곶과 같은 관광지가 있다. 시 서부는 가고시마현과 경계를 이룬다. 전체적으로 지형이 별로 평탄하지 않으며 구릉지대가 많다.

### 기후
여름은 덥고 쿠로시오 해류의 영향으로 겨울도 비교적 온난하다. 여름부터 가을까지는 태풍의 길목이 되는 일이 많아 영향을 받기 쉽다. 겨울의 온난한 기후를 이용해 예전에는 일본 프로 야구 팀인 주니치 드래건스가 이곳에서 스프링캠프를 실시하기도 했다.
| 구시마시의 기후                                              | 구시마시의 기후 | 구시마시의 기후 | 구시마시의 기후 | 구시마시의 기후 | 구시마시의 기후 | 구시마시의 기후 | 구시마시의 기후 | 구시마시의 기후 | 구시마시의 기후 | 구시마시의 기후 | 구시마시의 기후 | 구시마시의 기후 | 구시마시의 기후 |
| 월                                                           | 1월             | 2월             | 3월             | 4월             | 5월             | 6월             | 7월             | 8월             | 9월             | 10월            | 11월            | 12월            | 연간            |
| ------------------------------------------------------------ | --------------- | --------------- | --------------- | --------------- | --------------- | --------------- | --------------- | --------------- | --------------- | --------------- | --------------- | --------------- | --------------- |
| 역대 최고 기온 °C (°F)                                       | 23.2 (73.8)     | 24.3 (75.7)     | 26.6 (79.9)     | 27.8 (82.0)     | 32.2 (90.0)     | 32.8 (91.0)     | 36.5 (97.7)     | 37.3 (99.1)     | 34.5 (94.1)     | 32.2 (90.0)     | 28.8 (83.8)     | 24.1 (75.4)     | 37.3 (99.1)     |
| 일평균 최고 기온 °C (°F)                                     | 13.3 (55.9)     | 14.5 (58.1)     | 17.2 (63.0)     | 21.3 (70.3)     | 24.8 (76.6)     | 26.7 (80.1)     | 30.7 (87.3)     | 31.6 (88.9)     | 29.4 (84.9)     | 25.3 (77.5)     | 20.4 (68.7)     | 15.4 (59.7)     | 22.6 (72.6)     |
| 일일 평균 기온 °C (°F)                                       | 7.8 (46.0)      | 9.1 (48.4)      | 12.1 (53.8)     | 16.2 (61.2)     | 20.0 (68.0)     | 23.0 (73.4)     | 26.8 (80.2)     | 27.4 (81.3)     | 24.8 (76.6)     | 20.1 (68.2)     | 14.8 (58.6)     | 9.7 (49.5)      | 17.7 (63.8)     |
| 일평균 최저 기온 °C (°F)                                     | 2.6 (36.7)      | 3.7 (38.7)      | 6.8 (44.2)      | 11.0 (51.8)     | 15.4 (59.7)     | 19.8 (67.6)     | 23.6 (74.5)     | 24.0 (75.2)     | 21.1 (70.0)     | 15.6 (60.1)     | 9.8 (49.6)      | 4.3 (39.7)      | 13.1 (55.7)     |
| 역대 최저 기온 °C (°F)                                       | −6.6 (20.1)     | −7.9 (17.8)     | −4.4 (24.1)     | −0.8 (30.6)     | 5.5 (41.9)      | 10.1 (50.2)     | 15.0 (59.0)     | 16.8 (62.2)     | 11.2 (52.2)     | 3.1 (37.6)      | −2.0 (28.4)     | −5.2 (22.6)     | −7.9 (17.8)     |
| 평균 강수량 mm (인치)                                        | 71.8 (2.83)     | 119.5 (4.70)    | 161.4 (6.35)    | 197.7 (7.78)    | 216.9 (8.54)    | 531.5 (20.93)   | 339.8 (13.38)   | 251.5 (9.90)    | 283.9 (11.18)   | 153.8 (6.06)    | 118.0 (4.65)    | 81.6 (3.21)     | 2,527.3 (99.50) |
| 평균 강수일수 (≥ 1.0 mm)                                     | 6.9             | 8.2             | 12.2            | 10.8            | 10.7            | 16.8            | 11.4            | 12.6            | 12.2            | 8.4             | 8.3             | 6.6             | 125.1           |
| 평균 월간 일조시간                                           | 170.2           | 156.0           | 171.5           | 177.7           | 174.6           | 108.4           | 195.6           | 211.1           | 157.5           | 175.8           | 163.3           | 169.6           | 2,031.5         |
| 출처: 일본 기상청 (평년값: 1991년~2020년, 극값: 1977년~현재) |                 |                 |                 |                 |                 |                 |                 |                 |                 |                 |                 |                 |                 |

### 인접하는 자치체
- 미야자키현
  - 니치난시
  - 미야코노조시

- 가고시마현
  - 시부시시

## 역사
에도 시대에는 가고시마번·오비번과 인접했지만 다카나베번의 월경지였다.
- 1889년 5월 1일 - 정촌제 시행으로 현재의 시역에 미나미나카군 후쿠시마촌·기타카타촌·오쓰카촌·혼조촌·도이촌·이치키촌이 성립하였다.
- 1926년 10월 1일 - 후쿠시마촌이 정으로 승격해 후쿠시마정이 되었다.
- 1951년 1월 1일 - 후쿠시마정이 기타카타촌을 편입하였다.
- 1954년 11월 3일 - 후쿠시마정·오쓰카촌·혼조촌·도이촌·이치키촌이 신설 합병해 구시마시가 성립하였다.

## 교통

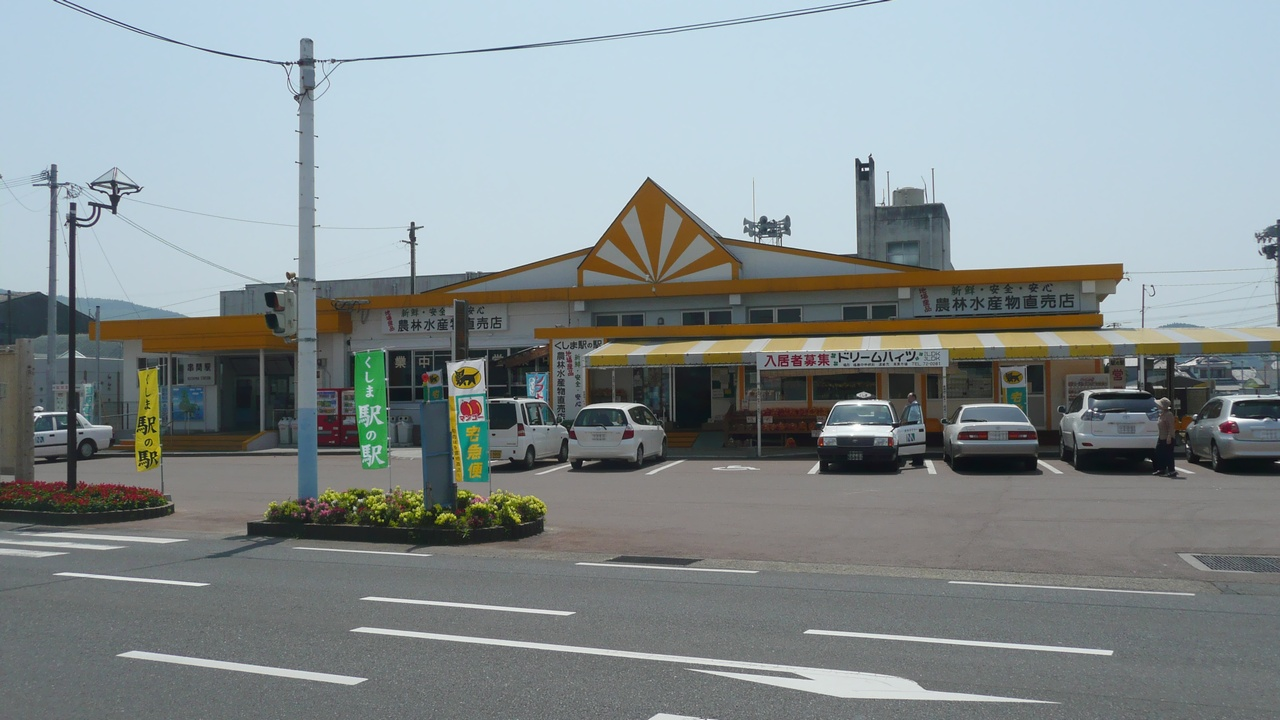
구시마역

### 철도
- 규슈 여객철도 니치난선

### 도로
- 국도 220호선
- 국도 448호선